# Mohamed Koffi
Mohamed Koffi (ur. 30 grudnia 1986 w Abidżanie) – burkiński piłkarz grający na pozycji defensywnego pomocnika.

## Kariera klubowa
Koffi urodził się w Abidżanie. Karierę piłkarską rozpoczął w klubie Stella Club d’Adjamé. Następnie występował w katarskim Al-Markhiya SC, egipskich Petrojet FC, Duhok FC i Zamalek SC oraz saudyjskim Ettifaq FC. W 2017 roku wrócił do Egiptu i został zawodnikiem klubu Al-Masry Port Said.

## Kariera reprezentacyjna
W reprezentacji Burkiny Faso Koffi zadebiutował w 2006 roku. W 2010 roku został powołany do kadry na Puchar Narodów Afryki 2010. Był też w kadrze Burkiny Faso na Puchar Narodów Afryki 2012, Puchar Narodów Afryki 2013 i Puchar Narodów Afryki 2015.